# Église Saint-Nicolas du Biot
L'église Saint-Nicolas, est une église catholique française, située dans le département de la Haute-Savoie, dans la commune du Biot.

## Historique
L'église existait déjà dès le milieu du XIe siècle. Peut-être date-t-elle du VIIIe siècle.
Une nouvelle église est consacrée le 7 avril 1472 par Mamert Fichet, évêque d'Hébron, représentant l'évêque de Genève, Jean-Louis de Savoie.
Dès 1834, le syndic entreprend de faire reconstruire une église. L'ingénieur Mollot conçoit les plans d'une nouvelle église qui sera construite au sommet du village par l'entrepreneur Barbero entre 1846 et 1851.

## Description
C'est une église à trois nefs à voûte en berceau et colonnes.
Le tableau représentant saint Nicolas et saint Georges, dans le chœur à droite, provient de l'ancienne église.
On peut admirer la grande chaire aux panneaux décorés et les fonts baptismaux réalisés par Laurent Baud.
L'intérieur de l'édifice a été restauré en 1971 et l'extérieur en 2001.[réf. nécessaire]

## Galerie

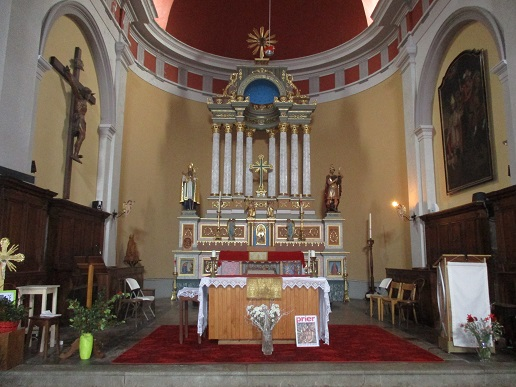
Le chœur.
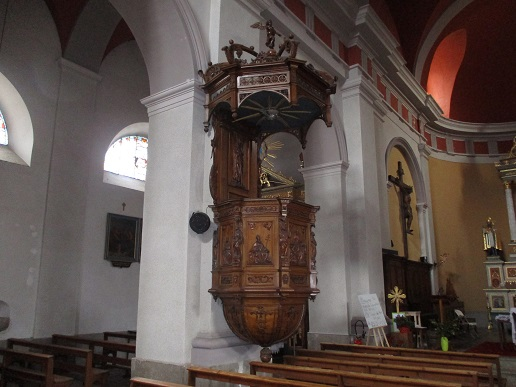
La chaire.
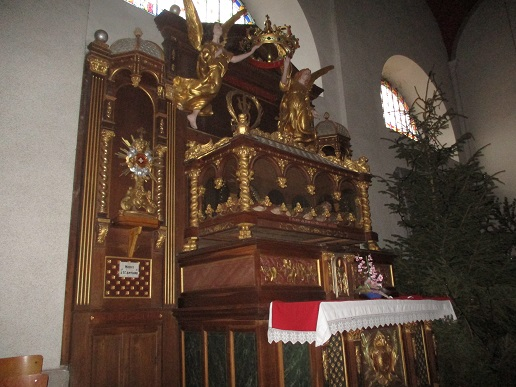
Une relique.
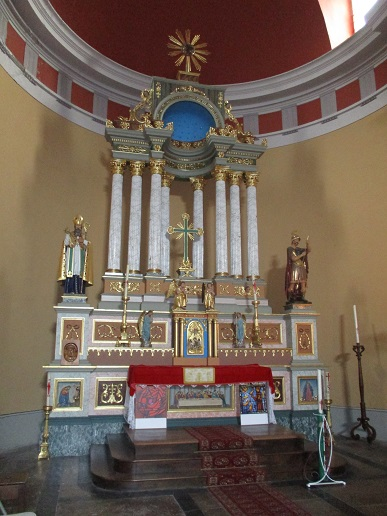
Le retable.
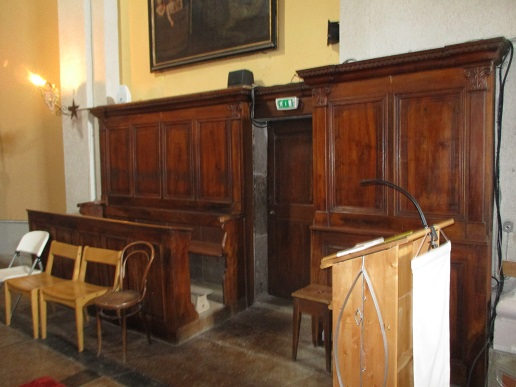
Stalle droite.
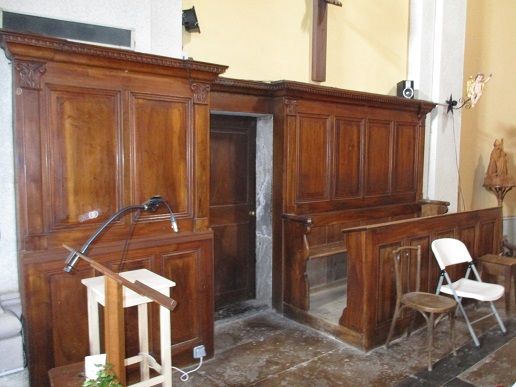
Stalle gauche.
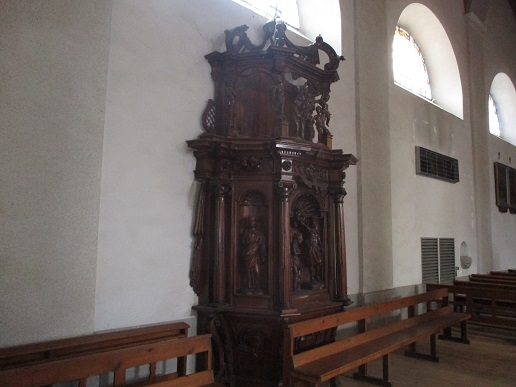
Le baptistère.
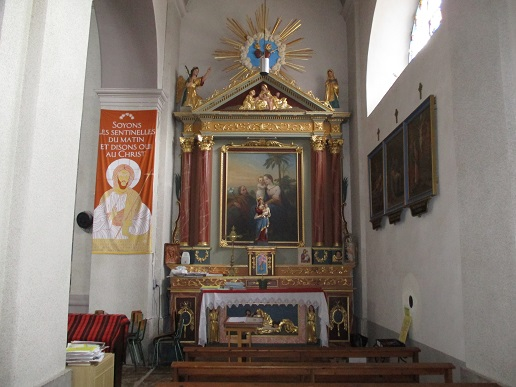
Chapelle droite.
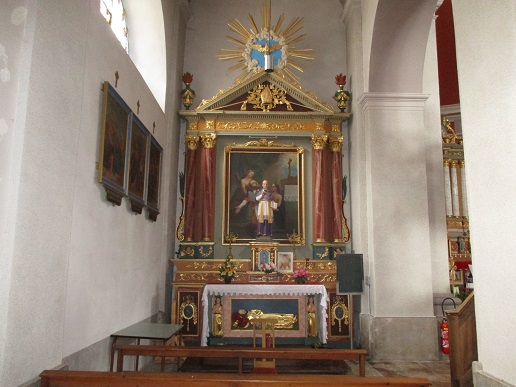
Chapelle gauche.